# Parafia Najświętszej Maryi Panny Matki Kościoła w Bolęcinie
Parafia Najświętszej Maryi Panny Matki Kościoła w Bolęcinie – parafia rzymskokatolicka znajdująca się w archidiecezji krakowskiej, w dekanacie Chrzanów. 
Erygowana w 1983. Kościół parafialny został wybudowany w latach 1979–1989. W parafii posługują księża archidiecezjalni.
Od 2008 proboszczem był ks. Dariusz Puchała, który zmarł nagle 23 stycznia 2023. Po jego śmierci funkcję tę przejął ks. Dariusz Susek. 